# Jingasa

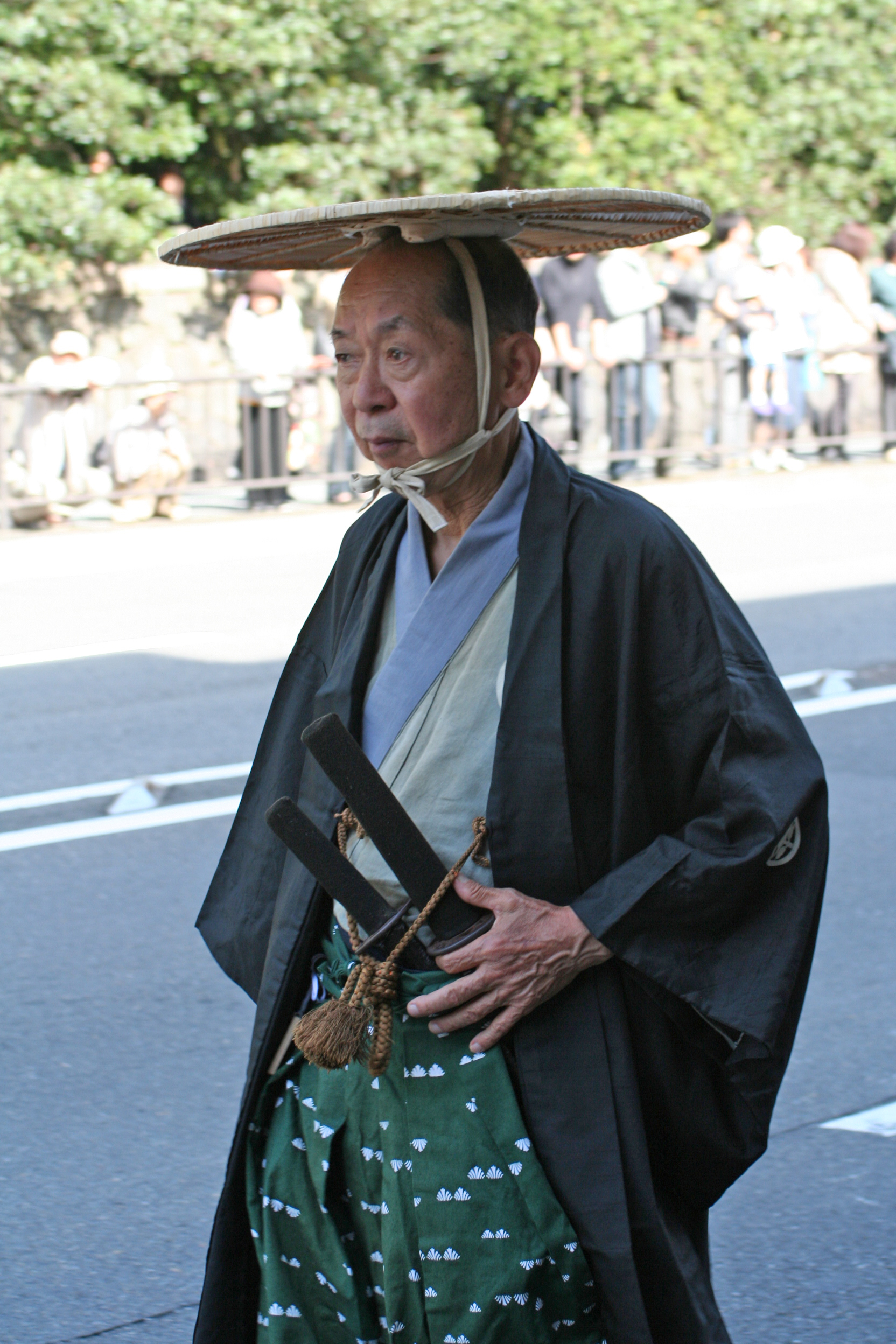
Un hira jingasa.

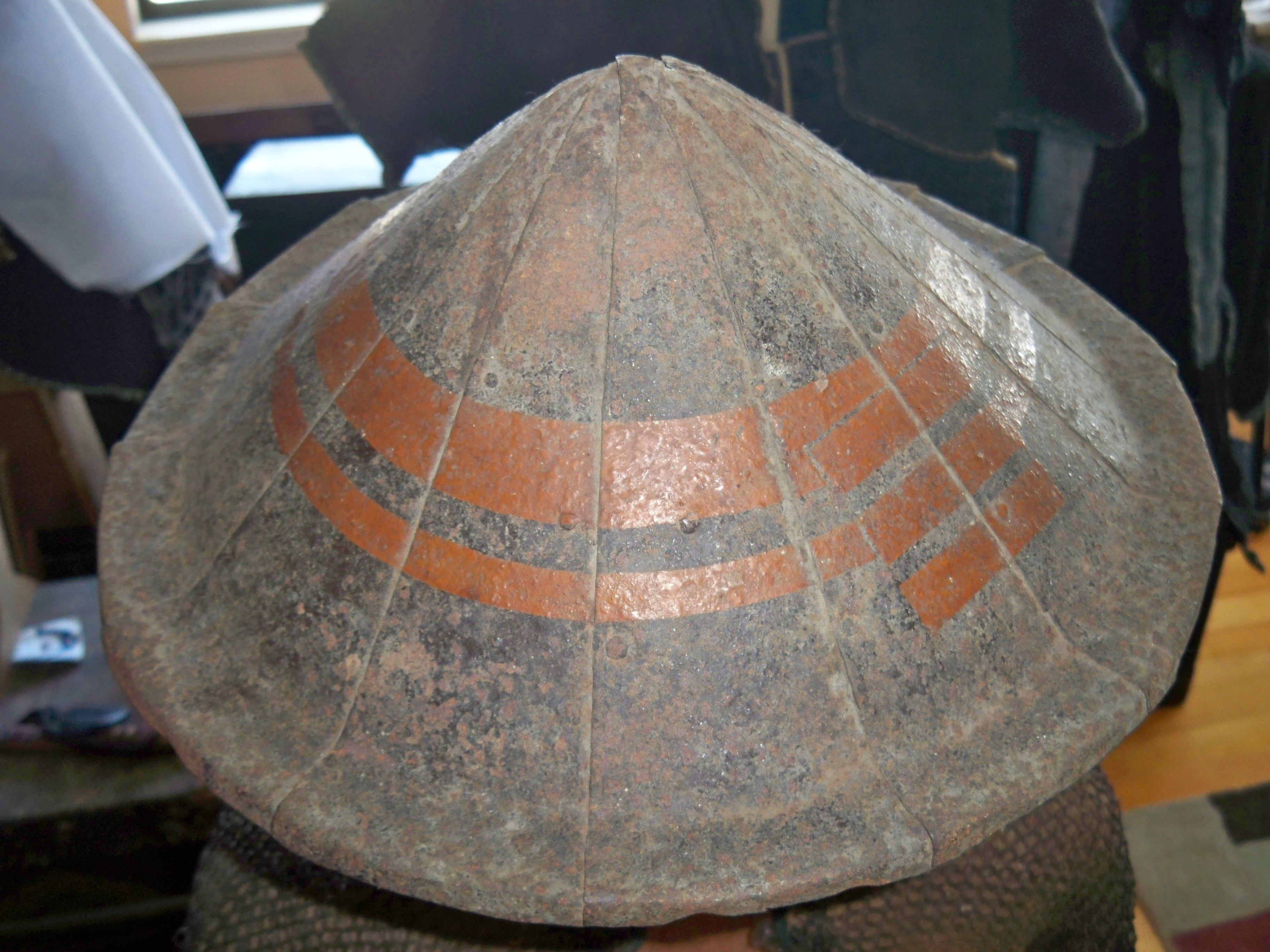
Un toppai jingasa.

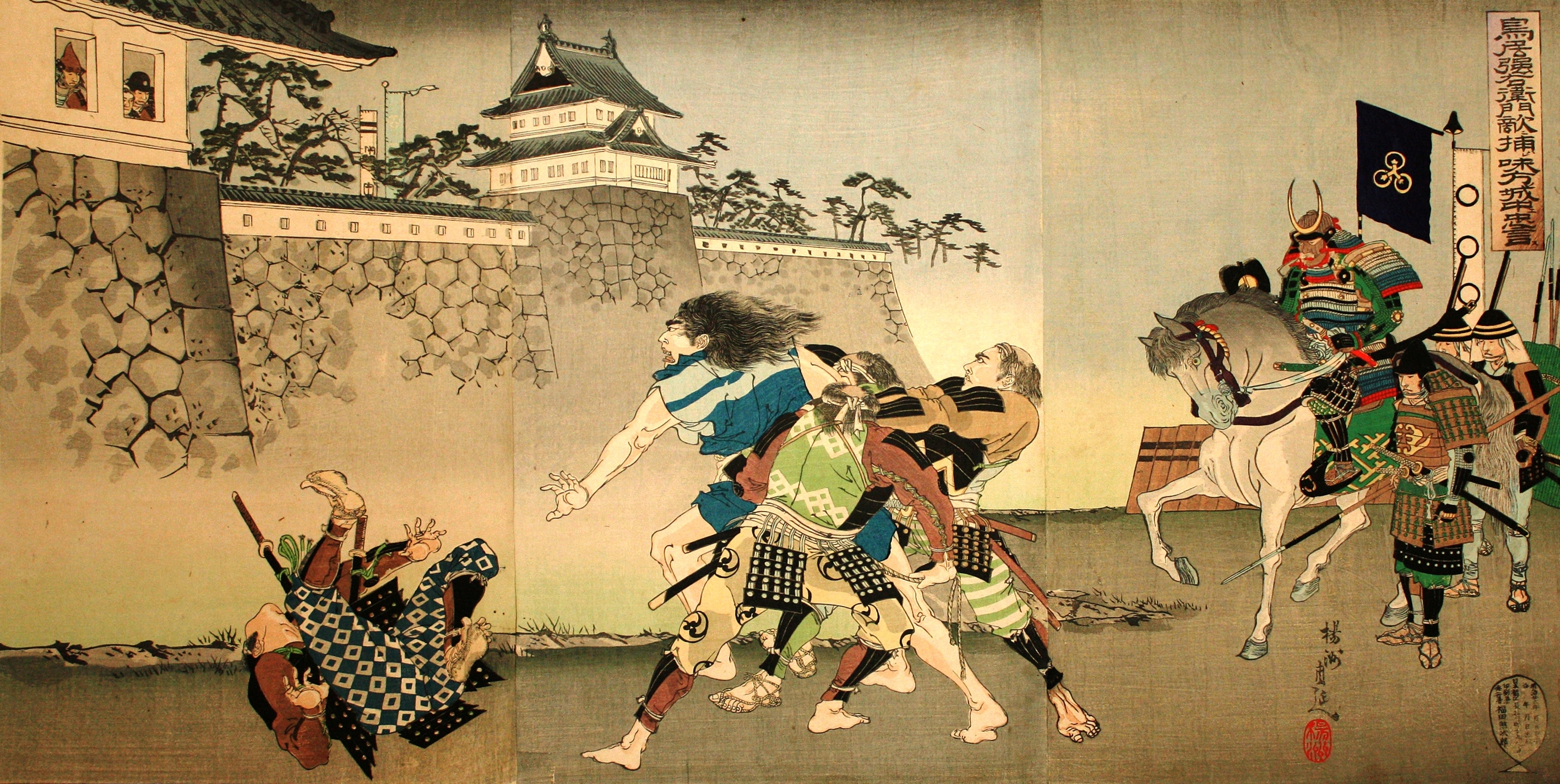
Un ukiyo-e de Toyohara Chikanobu montrant un épisode de l'époque Sengoku (XVe siècle) où on peut apercevoir deux ashigaru qui portent le fameux jingasa.

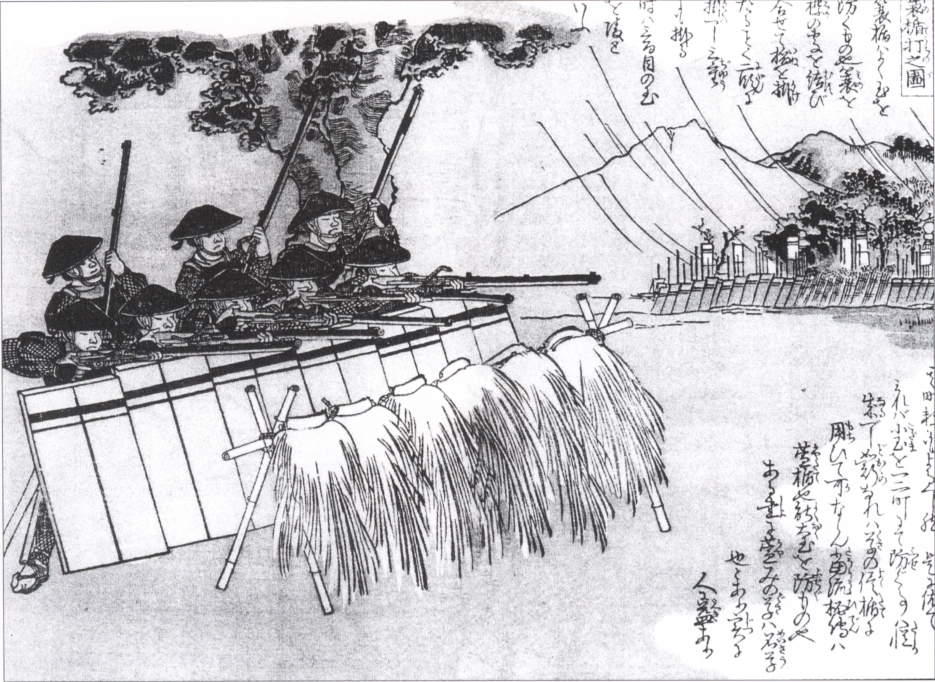
Un corps d'arquebusiers coiffés du jingasa au XIXe siècle.

Le jingasa (陣笠) est un casque militaire japonais utilisé pour protéger la tête des ashigaru pendant les batailles et plus largement comme une coiffe quotidienne pour les samouraïs.

## Étymologie
Le mot jingasa est attesté dès 1657 dans l'histoire du Zôhyô monogatari. Le terme s'est développée avec les mots « jin » (陣), qui veut dire « militaire » et « kasa » (笠), signifiant « chapeau ».

## Histoire
Le jingasa en tant que protection était utilisé par les ashigaru à partir du XVe siècle. Peu cher et facile à produire par rapport au kabuto, le jingasa était la coiffure idéale pour équiper les milliers d'unités d'infanterie que sont les ashigaru.
Pendant l'époque d'Edo, le lourd et onéreux kabuto est devenu inutile lors de cette période de paix ; c'est pourquoi les samouraïs adoptent le jingasa. Car en plus de protéger la tête contre les coups, le jingasa servait aussi de protection contre le soleil ou la pluie. 
Vers la fin du XIXe siècle, avec l'occidentalisation, les jingasa sont devenus moins populaires, l'armée adoptant alors les armes à feu et les uniformes occidentaux. Mais le jingasa était encore porté par les forces fidèles au shogun, notamment par le corps d'arquebusiers du clan d'Aizu lors de la guerre de Boshin.
À partir de 1890, le jingasa n'est plus du tout porté.

## Description
Le jingasa est généralement composé de trois parties : 
- la partie principale faite d'acier, de cuir, de papier, de bois ou de bambou, le bois laqué étant le plus répandu ;
- le zabuton, un coussin qui garnissait l'intérieur du casque ;
- la mentonnière, dite ago-himo.

On distingue trois formes principales de jingasa :
- l'ichimon-gasa ou hira jingasa : très plat, il était porté comme coiffe pour se protéger du soleil ou de la pluie ;
- le toppai jingasa : de forme conique, il était porté par les ashigaru ;
- le bajô-gasa : assez arrondi, il était porté par les cavaliers.